# Coline Mattel
Coline Mattel, francoska smučarska skakalka, * 3. november 1995, Sallanches, Francija
Coline je članica francoske skakalne reprezentance in njihova najboljša tekmovalka v prvi generaciji skakalk. Leta 2014 si je priskakala bronasto medaljo na zgodovinski prvi olimpijski ženski prireditvi. 

## Tekmovalna kariera

### Celinski pokal, 2007-12
Na tekmah kontinentalnega pokala je prvič nastopila v starosti komaj 12 let 17. februarja 2007 v nemškem Schonachu in zasedla 37. mesto. Leto in pol kasneje, 26. septembra 2008 je v Oberstdorfu prvič priskakala do točk, ko je bila šestnajsta. V sezoni 2008-09 je redno zasedala mesta, ki prinašajo točke tega tedaj najmočnejšega ženskega skakalnega tekmovanja. Na koncu sezone je pristala na 26. mestu za 133 osvojenih točk kot najboljša Francozinja.

#### Bron na mladinskem SP 2009
6. februarja 2009 je na Mladinskem svetovnem prvenstvu, ki je bilo organizirano v slovaškem Strbskemu Plesoju zasedla tretje mesto in osvojila bronasto medaljo.
V naslednji sezoni, 2009-10, je pri starosti 15 let rezultatsko še nekoliko napredovala in tudi prišla do prve uvrstitve na oder za zmagovalke. To je bilo 23. januarja 2010, ko je na tekmi v Schoenwald-Schonachu zasedla drugo mesto. Na koncu je v skupni razvrstitvi bila uvrščena na 14. mesto z 314 točkami.

#### Srebro na mladinskem SP 2010
Konec januarja 2010 je nastopila na mladinskem svetovnem prvenstvu, ki je bilo v nemškem Hinterzartnu. Tam je zasedla drugo mesto in s tem osvojila srebrno medaljo.
V sezoni 2010-11 je napredovala vse do najboljših skakalk na svetu. Tako je priskakala do svoje prve zmage, ki jo je dosegla 18. decembra 2010 na tekmi v norveškem Notodnu. Skupaj je dosegla šest zmag in še deset drugih mest ter v seštevku sezone zaostala le za zmagovalko Danielo Iraschko. Skupaj je osvojila točno 1100 točk.

### Svetovni pokal, 2012-16
Coline je nastopila tudi na prvi organizirani tekmi svetovnega pokala za ženske. To je bilo 3. decembra 2011 v norveškem Lillehammerju in tam zasedla drugo mesto. V zgodovinski prvi ženski sezoni je nato dosegala zelo spremenljive rezultate. Nekajkrat je bila uvrščena med najboljših deset, drugič pa končala na repu trideseterice. Tako je v skupnem seštevku končala na 10. mestu z 328 osvojenimi točkami.
V drugi sezoni ženske elite, 2012-13, je bila najboljša v prvem, petletnem obdobju tekmovanja. Tedaj je dosegla tudi svoji edini zmagi. Prvo je zabeležila 9. decembra 2012 v ruskem Sočiju na olimpijski generalki, ko sta bili na prvem mestu skupaj s Danielo Iraschko. Nato je 2. februarja 2013 slavila drugič, tokrat povsem sama. To je bilo na tekmi v japonskem Saporu. Poleg zmag je dosegla še dve drugi in tri tretja mesta ter sezono zaključila na skupnem tretjem mestu z 823 osvojenimi točkami.

#### Bronasta olimpijka 2014
Nastopila je tudi na prvi olimpijski ženski tekmi, ki je bila 11. februarja 2014 v Sočiju. Tam je zasedla tretje mesto in se veselila bronaste medalje.

## Dosežki v svetovnem pokalu

### Uvrstitve po sezonah
| Sezona  | Uvrstitev | Točke |
| ------- | --------- | ----- |
| 2011-12 | 10.       | 328   |
| 2012-13 | 3         | 823   |
| 2013-14 | 8.        | 453   |
| 2014-15 | 22.       | 128   |
| 2015-16 | 33.       | 43    |

### Uvrstitve na stopničke po sezonah
| Sezona  | 1 | 2 | 3 | Skupaj |
| 2011-12 | - | 1 | - | 1      |
| 2012-13 | 2 | 2 | 3 | 7      |
| 2013-14 | - | 1 | - | 1      |
| 2014-15 | - | - | - | -      |
| 2015-16 | - | - | - | -      |
| Skupaj  | 2 | 4 | 3 | 9      |

### Zmage (2)
| Št. | Sezona  | Datum            | Lokacija | Skakalnica         | Velikost |
| --- | ------- | ---------------- | -------- | ------------------ | -------- |
| 1.  | 2012-13 | 9. december 2012 | Soči     | RusSki Gorki HS106 | Srednja  |
| 2.  | 2012-13 | 2. februar 2013  | Saporo   | Miyanomori HS100   | Srednja  |